# Protaetia elizabethae
Protaetia elizabethae är en skalbaggsart som beskrevs av Pavicevic 1988. Protaetia elizabethae ingår i släktet Protaetia och familjen Cetoniidae. Inga underarter finns listade i Catalogue of Life.